# انقلاب 1976 في بوروندي
في 1 نوفمبر 1976، وقع انقلاب عسكري غير دموي في بوروندي. حيث قام فصيل عسكري بقيادة نائب رئيس الأركان جون-باتيست باغازا بالإطاحة بالرئيس ميشيل ميكومبيرو. شكل باغازا المجلس الثوري الأعلى المكون من 30 عضوًا لتولي زمام الأمور، وعلّق دستور البلاد، ونُصّب رئيسا للبلاد في 10 نوفمبر 1976.
تم القبض على ميكومبيرو في البداية ولكن سُمح له فيما بعد بمغادرة البلاد وذهب إلى المنفى في الصومال (ثم جمهورية الصومال الديمقراطية تحت حكم محمد سياد بري) حيث توفي هناك سنة 1983.